# Болат, Юсуф
Юсу́ф Бола́т (крымскотат. Yusuf Memet oğlu Bolat, Юсуф Мемет огълу Болат; 16 марта 1909, Алушта — 22 октября 1986, Ташкент) — советский крымскотатарский писатель, драматург и публицист, заслуженный деятель культуры Узбекистана.

## Биография
Родился в Алуште. Окончил сельскую школу. Учился в Ялтинском татарском педагогическом техникуме, работал в Ялтинском районном комсомольском комитете. В 1931 году поступил в Крымский педагогический институт на факультет крымскотатарского языка и литературы, где затем учился и в аспирантуре.
В межвоенный период на сцене Крымского государственного татарского драматического театра были поставлены семь пьес Болата. В 1937 году стал членом Союза писателей СССР.
В 1937 году на собрании Союза писателей Крыма сделал доклад, в котором в том числе заявил, что старшее поколение крымских писателей предало интересы советской страны и воспитывают читателей в духе ненависти к советскому строю. В дальнейшем ряд писателей, в том числе Иргат Кадыр, были арестованы.
В 1937—1939 годах — ответственный секретарь Союза писателей Крымской АССР. В 1939—1941 годах работал редактором журнала «Совет эдебияты» («Советская литература»), с 1941 года — заместителем редактора газеты «Къызыл Къырым», с 1942 года — ответственным редактором крымскотатарских радиопередач в радиокомитете в Москве.
В 1944 году депортирован в Узбекистан, где работал учителем, а затем журналистом. В 1961—1984 годах был заведующим отделом, затем ответственным секретарём и позже заместителем редактора газеты «Ленин байрагъы» («Ленинское знамя»). Получил звание заслуженного деятеля культуры Узбекистана.
Умер в 1986 году в Ташкенте.

### Личная жизнь
С 1939 года жил в одной квартире с писателями Шамилем Алядином и Максудом Сулейманом в «Доме специалистов» на ул. Жуковского, 20 в Симферополе. В 1940 году женился на Сыдыке Умеровой.
Юсуф Болат был дядей Шамиля Алядина.

## Награды
- орден Трудового Красного Знамени (16.03.1979)

## Творчество
Некоторые произведения:
- «Когда звенели колокола» («Çañlar qaqılğanda»)
- «Хочу жить» («Yaşamaq isteyim»)
- «Последняя ночь» («Soñki gece»)
- «Алим» («Alim»)
- «Девушка Арзы» («Arzı qız»)
- «Свадьба продолжается» («Toy devam ete»)
- «Чистые сердца» («Saf Yürekler»)
- «Анифе» («Anife»)